# Rudolf Eickemeyer
Jean Marie Rodolphe Eickemeyer, ou Heinrich Maria Johann Rudolf Eickemeyer né à Mayence le 11 mars 1753 et mort à Gau-Algesheim le 9 septembre 1825, est un général de la Révolution, mathématicien et ingénieur allemand.

## Biographie
Son père Johann Christoph (1720-1797) avait lui-même étudié les mathématiques à l’université de Göttingen et été officier du génie de l’Électorat de Mayence. Déjà à 20 ans Rudolf Eickemeyer étudia les mathématiques à l'académie des enseignants à Mayence sous l'Ancien Régime et à partir de 1773 il enseigna les mathématiques et l’architecture au lycée Emmericianum.
En 1775 et 1776, il étudie les mathématiques et les sciences naturelles à Paris. Puis il fait son Grand Tour via France et Flandre, et dans les universités de Cambridge et d’Oxford. Il fut professeur à l’Université de Mayence, dont il a été doyen de faculté de 1789 à 1792. Il dressa les plans d'urbanisme de plusieurs villes de la région Hesse rhénane, entre autres Bingen-Am-Rhein.
Il fut ingénieur en chef de la forteresse de Mayence en 1789  mais fit aussi partie d'un corps expéditionnaire lors de la révolution liégeoise en 1790. La restauration des forts défendant Mayence, interrompue faute de crédits depuis 1787, n'avait repris qu’avec beaucoup d'atermoiements en 1791 lorsque le général Custine s’empara de Spire. Les officiers restés à Mayence tirent conseil de guerre le 5 octobre 1792 : Eickemeyer y assistait comme le seul responsable de la défense de la ville et des remparts extérieurs. Le comte Gymnich, terrifié, convoqua un conseil civil et militaire où furent appelés le baron de Stein, ministre de Prusse, le baron de Fechenbach, chanoine du chapitre cathédral, le baron Franz Joseph von Albini (de), chancelier de la cour, et M. de Kalckhoff, conseiller privé du prince-archevêque. Ces trois dignitaires de la cour ecclésiastique soutinrent qu'il fallait défendre Mayence, mais le gouverneur, le ministre de Prusse et les députés de la bourgeoisie émirent un avis contraire, et, lors de l'ultime conférence le 19 octobre incluant les chefs des corps militaires, la reddition sans combat de la place fut motivée et décidée. 
Après la chute de Mayence, Eickemeyer proposa en octobre 1792 ses services au général Custine. En vain, les Impériaux lui proposèrent de continuer le combat contre les Français, et de dépit mirent la chute de la métropole rhénane à son compte. Avec le grade de colonel, il se distingua lors des combats qui suivirent contre les Prussiens dans le Hunsrück. Promu au grade de général de brigade, il servit sous les ordres des généraux Presgracier et Kuhns, et prit part au blocus de Mayence. Il fut chargé de couvrir le repli de l’armée française, puis fut versé dans le corps Taponnier à Germersheim. Il prit part à la campagne de Bavière contre les Autrichiens en 1796 et fut grièvement blessé lors du siège de Kehl.
La convalescence fut longue et difficile : réaffecté brièvement à la tête de la 96e brigade stationnée à Lons-le-Saunier, il doit de nouveau être hospitalisé au cours de l'année et part prendre les eaux à Wiesbaden où il retrouve un ami, le Dr. Georg von Wedekind (de), l'un des leaders jacobins en Allemagne. Eickemeyer ne reprendra son commandement qu'en mars 1799 : mis à la tête de la 2e subdivision stationnée à Montbrison, il est chargé de réprimer les mouvements contre-révolutionnaires dans les départements de la Loire et du Puy-de-Dôme (notamment les maquis des monts du Forez) ; à la suite d'une machination, il est inculpé d'entente avec des Royalistes et le 28 septembre 1799, le ministre Edmond Dubois-Crancé le démet de ses fonctions. Eickemeyer rédige alors pour se justifier un mémorandum qu'il adresse au Directoire, puis il retourne à Mayence, redevenue républicaine après la Paix de Campo Formio (18 octobre 1797). C'est là que, quelques semaines plus tard, il apprend sa réhabilitation.
Bien qu'il soit toujours en titre général de l'armée française, Eickemeyer va désormais se consacrer essentiellement à la politique.

## États de service
- Officier d'artillerie:1770
- Officier du génie militaire de Mayence:1789
- Adjudant-colonel: 30 octobre 1792
- Général de brigade: 15 mai 1793[4]

## Sources
- Erich Hinkel, Rudolf Eickemeyer (1753-1825) Wissenschaftler, Soldat, Bürgermeister, Gau-Algesheim. Historisches Lesebuch, 1999, p. 113-118
- Heinrich Koenig, Denkwürdigkeiten des Generals Eickemeyer, Francfort-sur-le-Main, 1845[5]
- Carl-Brilmayer-Gesellschaft Gau-Algesheim, Hrsg., Denkwürdigkeiten des Generals Eickemeyer. Nachdruck mit Erläuterungen und Ergänzungen von Norbert Diehl und Erich Hinkel, Beiträge zur Geschichte des Gau-Algesheimer Raumes, Band 53, Verlag Carl-Brilmayer-Gesellschaft, 2011.